# Rambla de Pusa
La rambla de Pusa es un curso de agua del este de la península ibérica, afluente del río Vinalopó. Discurre por la provincia de Alicante.

## Curso
El curso de agua nace en el término de Petrel, al pie de una montaña desde cuyas alturas se alcanza a ver la localidad de Castalla. Recoge agua de algún otro nacimiento y también de barrancos y otra pequeña rambla y acaba desaguando en el río Vinalopó, sin salir del término municipal. Hacia mediados del siglo XIX, no criaba ningún pescado, pero sí daba movimiento a tres molinos harineros. Aparece descrito en el decimotercer volumen del Diccionario geográfico-estadístico-histórico de España y sus posesiones de Ultramar de Pascual Madoz con las siguientes palabras:

PUSA: arroyo de la prov. de Alicante, part. jud. de Monovar. Nace en el térm. de Petrel, partida ó pago de Pusa, al pie de una montaña denominada la Loma gruesa, cuya eminencia da vista al pueblo de Castalla; corre de E. á O. llevando regularmente un hilo de agua, y 1/4 de hora de su curso se le agrega un nacimiento sit. bajo la heredad llamada de la Señora; luego le confluyen tambien varios barrancos y una pequeña rambla que aumentan sus caudales en tiempos de lluvias, desembocando luego en el r. Vinalapó. Todas sus aguas se emplean en el riego de las tierras de Petrel, cuyo único térm. baña, y estan anejas á 800 tahullas, de modo que no pueden venderse aquellas separadas de estas, aunque sus corrientes dan riego para 1,500 tahullas. El curso del riach. es perenne hasta una balsa que hay en la pobl., donde se recogen las aguas para distribuirlas en el riego, y en tiempo de lluvias rinde sus aguas al r. Vinalapó, como antes se ha dicho, en el punto denominado la Simada. No cria ninguna clase de pescado, carece de puentes, y da movimiento á 3 molinos harineros.
(Madoz, 1849, p. 305)